# Adrianus Leonardus Hazebroek
Adrianus Leonardus Hazebroek, beter bekend als A.L. Hazebroek, (Den Haag, 13 augustus 1867 – Den Dolder, 6 april 1955) was een Nederlands componist en dirigent.
Hij is zoon van spekslager Hendricus Johannes Franciscus Hazebroek en Pieternella Cornelia Nieuwenhout. Hijzelf was getrouwd met Maria Catharina Jacoba Muns.
Hij genoot zijn muzikale opleiding aan het Haags Conservatorium, nadat hij al eerder privélessen op de piano had gekregen. Aan het conservatorium bestudeerde hij hobo (bij J. Hemmes), muziektheorie (Hendrik Dirk van Ling) en orkestspel (Willem Nicolaï). Na zijn studie werd hij orkestlid van het derde Regiment Infanterie in Bergen op Zoom bij dirigent Nicolaas Arie Bouwman, waarbij hij ook assistent-dirigent werd. In 1906 kon hij na een sollicitatieronde aan de slag als kapelmeester hij de Stafmuziek van de Koninklijke Marine (de latere voorloper van de Marinierskapel der Koninklijke Marine) in Den Helder. Onder zijn leiding werd het orkest (toen nog een symfonieorkest) flink uitgebreid. In november 1922 ging hij met pensioen na eervol ontslag en werd opgevolgd door Jacob ter Hall, die na slechts een jaar alweer opgevolgd werd door Louis F. Leistikow, die het orkest leidde tot aan het uitbreken van de Tweede Wereldoorlog, toen het orkest werd opgeheven. Hazebroek zat nog wel in jury’s bij muziekwedstrijden.
Hazebroek droeg lange tijd de rang van machinist, maar werd in 1915 benoemd tot luitenant ter zee 3e klasse (later nog 2e klasse); hetgeen destijds een uitzondering was (de rang was meest bestemd voor adelborsten).
Van zijn hand verscheen:
- Adelborsten-marsch, voor harmonieorkest of piano
- Concertouverture voor strijkorkest
- Orkestsuite voor strijkorkest
- Twee fantasieën voor strijkorkest
- Defileermars voor harmonieorkest met tamboer en pijpers, dit werk wordt nog regelmatig uitgevoerd in de 21e eeuw
- De Michiel Adriaansz. De Ruyter-marsch
- arrangementen van klassieke werken voor harmonieorkest
- Feestcantate voor solisten, gemengd koor, orkest en orgel (het betreffende feest was de geboorte van Juliana der Nederlanden.

De Adelborst-, Michiel Adriaanzoon De Ruytermars en de Feestcantate zijn daarbij (ooit) op plaat vastgelegd. De Defileermars werd later opnieuw door de Marinierskapel onder leiding van Henk van Lijnschooten nog vastgelegd voor Philips Records; ook in 2005 verscheen nog een nieuwe opname.